# Dorycephalini
Dorycephalini  (лат.) — триба прыгающих насекомых из подсемейства цикадок Deltocephalinae (Cicadellidae). Палеарктика. Среднего размера цикадки, дорзовентрально сплющенные, вытянутые, от зеленоватого до кремово-коричневого цвета. Голова удлинённая, лопатовидная, равна по ширине или уже пронотума. Усики короткие, прикрепляются у верхнего края глаз. Оцеллии развиты. Боковые края пронотума килевидные. Макросетальная формула задних бёдер равна 2+0. Жилкование передних крыльев сетчатое. Передние крылья субмакроптерные и брахиптерные. Встречаются на травах. В Оренбургском заповеднике вид Dorycephalus baeri найден на Elymus giganteus, вейнике и полыни. Иногда рассматривают в статусе подсемейства Дорицефалины (Dorycephalinae). Разделяет некоторые черты строения с трибой Eupelicini и некоторыми членами трибы Hecalini (например, Attenuipyga и Neoslossonia, которые ранее включали в состав Dorycephalini). 1 род, 2 вида (Zahniser & Dietrich, 2013).
- Dorycephalus Kouchakewitch, 1866 — 2 вида
  - Dorycephalus baeri Kouchakewich, 1866 — (... Оренбургский заповедник, Россия)[2]
  - Dorycephalus hunnorum Emeljanov, 1964
- Attenuipyga и Neoslossonia (Hecalini) - ранее включали в состав Dorycephalini